# فاسولا رايدن
فاسولا رايدن (بالإنجليزية: Vassula Ryden)‏‏ (18 يناير 1942 في القاهرة - ) نفسية، وكاتِبة من مصر.